# 白壁
白壁（しらかべ）は、愛知県名古屋市東区の地名。現行行政地名は白壁一丁目から白壁五丁目。住居表示一部実施地域。
以下において本項で扱う白壁一丁目から白壁五丁目までの町丁を個別に指す場合には、適宜「白壁」を省略し「○丁目」の形式で記述する。

## 地理
名古屋市東区のJR中央本線より西側の地域の北部を構成する地域であり、北区および中区と接している。地域を南北に走る空港線（国道41号）と東西に走る出来町通（愛知県道215号田籾名古屋線）を中心とする。両者の交点が清水口交差点である。
空港線の西側南にある一丁目には名古屋市市政資料館、名古屋拘置所といった行政施設がある。また、清水橋（名古屋城の外堀を跨ぐ出来町通の橋）を越え中区に入ると名古屋市役所や愛知県庁にも近い。地域全体としては住宅や小規模なビルが多いが、空港線の東側南にある四丁目、五丁目は主税町や橦木町とともに武家屋敷の面影を残し、名古屋市によって「白壁・主税・橦木町並み保存地区」に指定されるとともに、文化のみちの中核を成している。名古屋市随一の高級住宅街ということから、県内の財界人・著名人も多く住んでいる。
出来町通の北側西にある二丁目、北側東にある三丁目は隣接する北区からの坂が続いている。坂を下り北区の清水・大杉地区へ出ると、今までとは趣が全く違う戦前からある古い住宅街が建ち並んでいる。

## 歴史

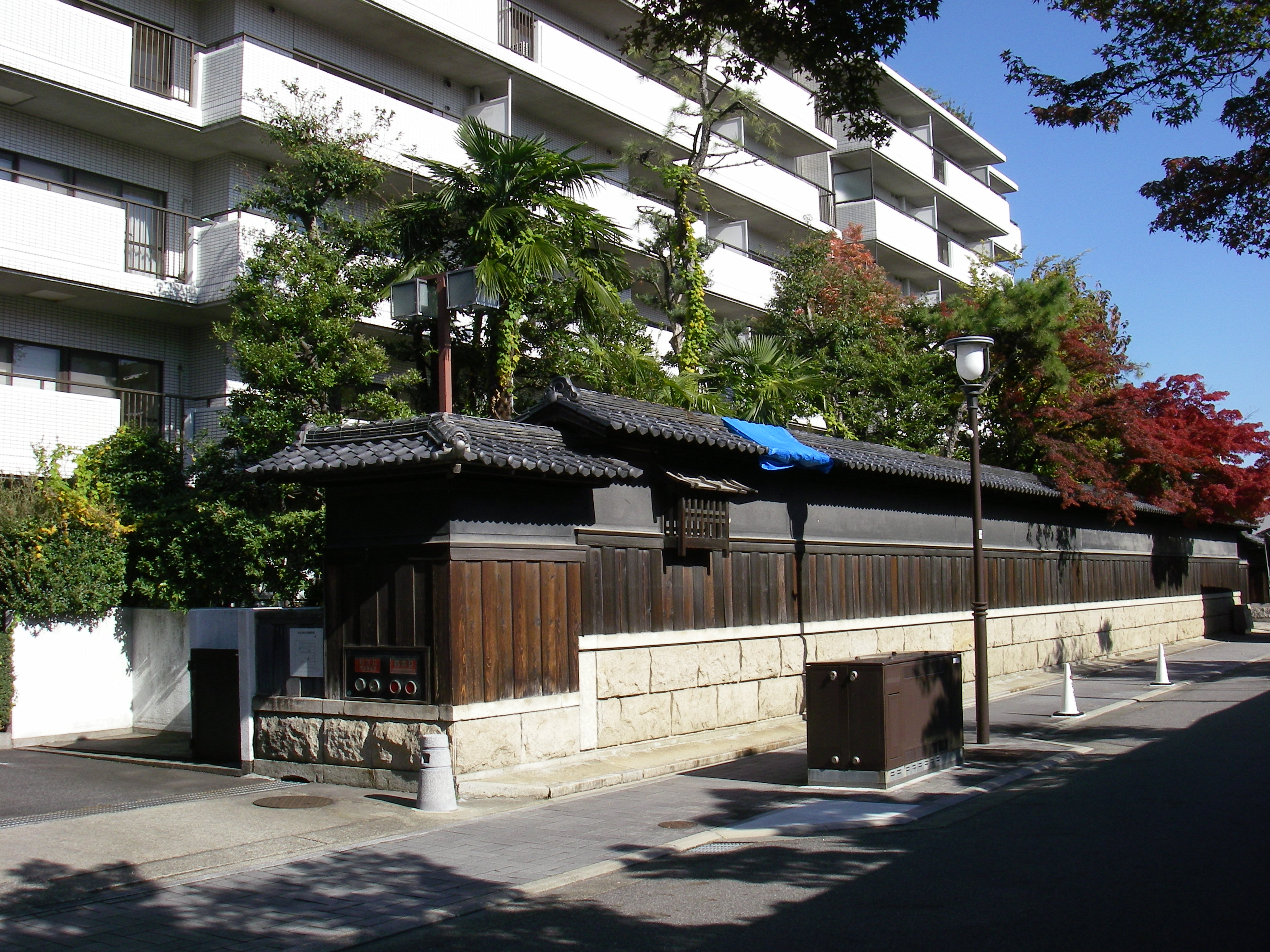
旧豊田家門・塀（四丁目）。
敷地にはマンションが建てられたが、門・塀は残されている。

白壁地区のうち現町名の由来となった旧白壁町地域は、江戸時代は名古屋城下の1町で禄高にして三百石級の組頭階級の武家屋敷が多く立ち並んでいた。中でも豊田太郎左衛門の武家屋敷は当時としては珍しい白塗りで、これが見事であったためその後周囲の屋敷もこれを真似て白壁の屋敷が多くなったことから地名になったとされる。その他の地域も、旧長塀町・東二葉町・西二葉町など尾張徳川家の家老であった成瀬家・竹腰家の中屋敷やその家中の者が居住していたと考えられている地域が多い。
明治以降には町並みの道路改修が行われ、また太平洋戦争後の復興事業により周辺地域との間で町域の移動があったが、1980年（昭和55年）2月の住居表示実施によりこれらの各町（2町の全部と9町の一部）が白壁一丁目から五丁目までに再編成され、現在に至っている。

### 沿革
- 1878年（明治11年）12月20日 - 郡区町村編制法により、名古屋区白壁町となる[1]。
- 1889年（明治22年）10月1日 - 市制施行に伴い、名古屋市白壁町となる[1]。
- 1908年（明治41年）4月1日 - 行政区新設に伴い、東区所属となる[1]。
- 1980年（昭和55年）2月10日 - 以下の通り、白壁一〜五丁目が成立[1]。
  - 一丁目 - 長塀町・東外堀町・主税町・上竪杉町・白壁町の各一部
  - 二丁目 - 西二葉町・上竪杉町・清水町・長塀町・東二葉町の各一部
  - 三丁目 - 清水町・長久寺町・長塀町・東二葉町・芳野町の各一部
  - 四丁目 - 白壁町・主税町・長塀町の各一部
  - 五丁目 - 赤塚町・白壁町・主税町・長塀町の各一部
  - 白壁町の残部が相生町・赤塚町・主税町に編入され廃止。

## 世帯数と人口
2019年（平成31年）2月1日現在の世帯数と人口は以下の通りである。
| 丁目       | 世帯数    | 人口    |
| ---------- | --------- | ------- |
| 白壁一丁目 | 246世帯   | 484人   |
| 白壁二丁目 | 635世帯   | 1,172人 |
| 白壁三丁目 | 851世帯   | 1,802人 |
| 白壁四丁目 | 477世帯   | 1,055人 |
| 白壁五丁目 | 112世帯   | 263人   |
| 計         | 2,321世帯 | 4,776人 |

### 人口の変遷
国勢調査による人口の推移。
| 1995年（平成7年）  | 3920人 |  |  |
| 2000年（平成12年） | 4387人 |  |  |
| 2005年（平成17年） | 4809人 |  |  |
| 2010年（平成22年） | 4646人 |  |  |
| 2015年（平成27年） | 5001人 |  |  |

### 世帯数の変遷
国勢調査による世帯数の推移。
| 1995年（平成7年）  | 1612世帯 |  |  |
| 2000年（平成12年） | 1942世帯 |  |  |
| 2005年（平成17年） | 1977世帯 |  |  |
| 2010年（平成22年） | 2094世帯 |  |  |
| 2015年（平成27年） | 2358世帯 |  |  |

## 学区
市立小・中学校に通う場合、学校等は以下の通りとなる。また、公立高等学校に通う場合の学区は以下の通りとなる。なお、小学校は学校選択制度を導入しておらず、番毎で各学校に指定されている。
| 丁目       | 小学校                                      | 中学校               | 高等学校 |
| ---------- | ------------------------------------------- | -------------------- | -------- |
| 白壁一丁目 | 名古屋市立山吹小学校                        | 名古屋市立冨士中学校 | 尾張学区 |
| 白壁二丁目 | 名古屋市立山吹小学校                        | 名古屋市立冨士中学校 | 尾張学区 |
| 白壁三丁目 | 名古屋市立山吹小学校 名古屋市立東白壁小学校 | 名古屋市立冨士中学校 | 尾張学区 |
| 白壁四丁目 | 名古屋市立山吹小学校 名古屋市立東白壁小学校 | 名古屋市立冨士中学校 | 尾張学区 |
| 白壁五丁目 | 名古屋市立山吹小学校 名古屋市立東白壁小学校 | 名古屋市立冨士中学校 | 尾張学区 |

## 交通

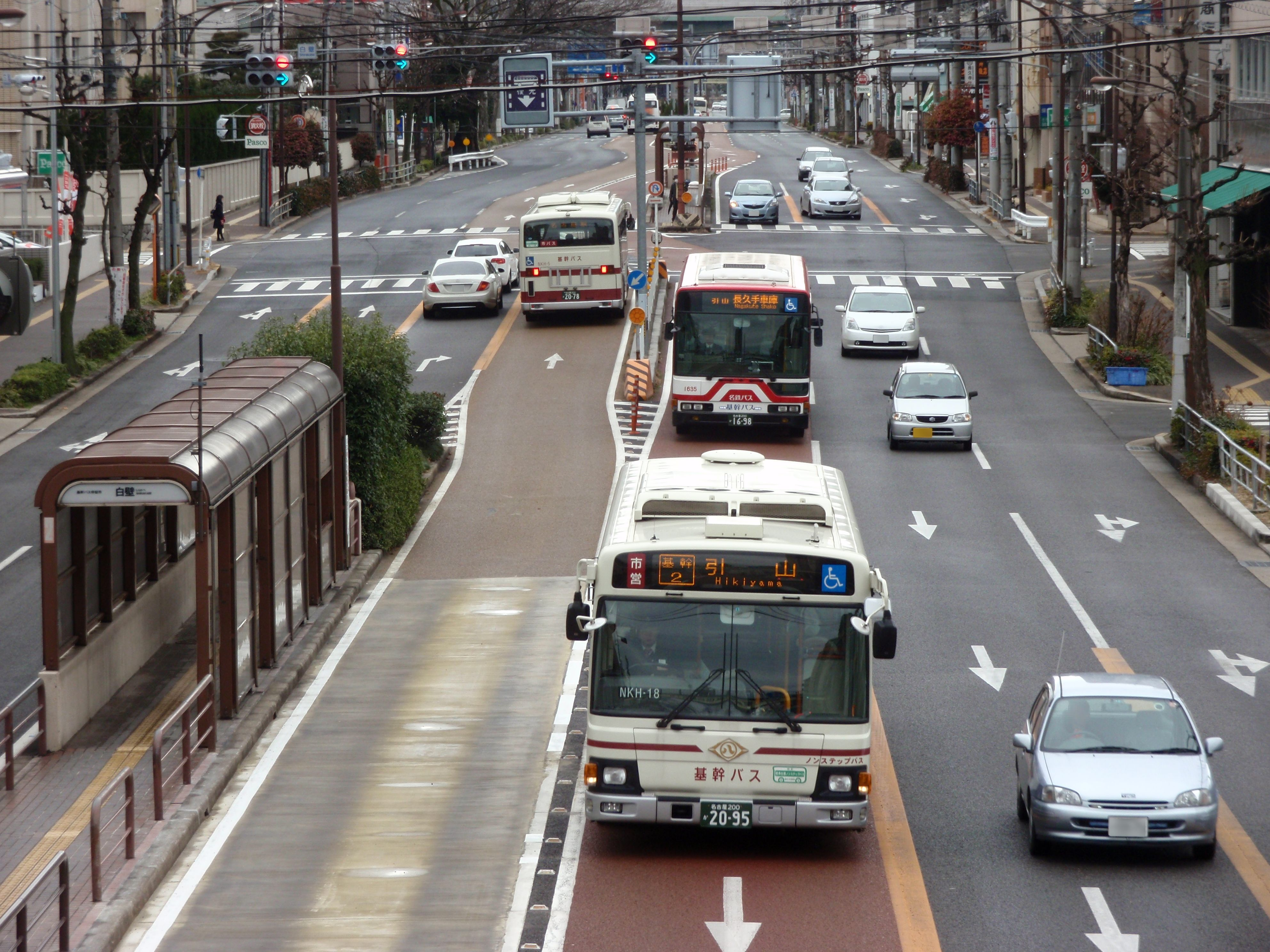
基幹バス新出来町線・白壁停留所付近

白壁地区は地区内を走っていた名古屋市電が廃止された1971年（昭和46年）以降は名古屋市東区の中では公共交通機関の点でやや恵まれていない面があったが、1985年に基幹バス新出来町線が地域を東西に貫通する愛知県道215号田籾名古屋線（出来町通）で運行開始されたことによりかなり改善が図られた。詳細は「基幹バス (名古屋市)」を参照。

### 鉄道
次の駅が利用可能であるが、いずれも駅としては地域外にある。
- 名鉄瀬戸線
  - 東大手駅
  - 清水駅
  - 尼ヶ坂駅

### 道路
以下の2本の幹線道路の他、生活道路についてもほぼ碁盤目に整備されている。ただし一方通行となっている道路も多い。
なお、白壁地域内にある基幹バス新出来町線の停留所は清水口と白壁の2ヶ所である。
- 空港線（国道41号）
- 出来町通（愛知県道215号田籾名古屋線）

## 施設

### 白壁一丁目
- 名古屋拘置所

敷地北側には1898年（明治31年）に名古屋陸軍地方幼年学校が設置された。1920年（大正9年）名古屋陸軍幼年学校に改称。1923年（大正12年）廃止。
- 名古屋合同庁舎第3号館
  - 東海総合通信局
  - 東海北陸厚生局 [注釈 6]
  - 名古屋矯正管区
- 愛知県庁白壁庁舎
- 名古屋文化幼稚園
- 名古屋柳城短期大学附属柳城幼稚園
- 名古屋白壁郵便局
- 蔭涼寺

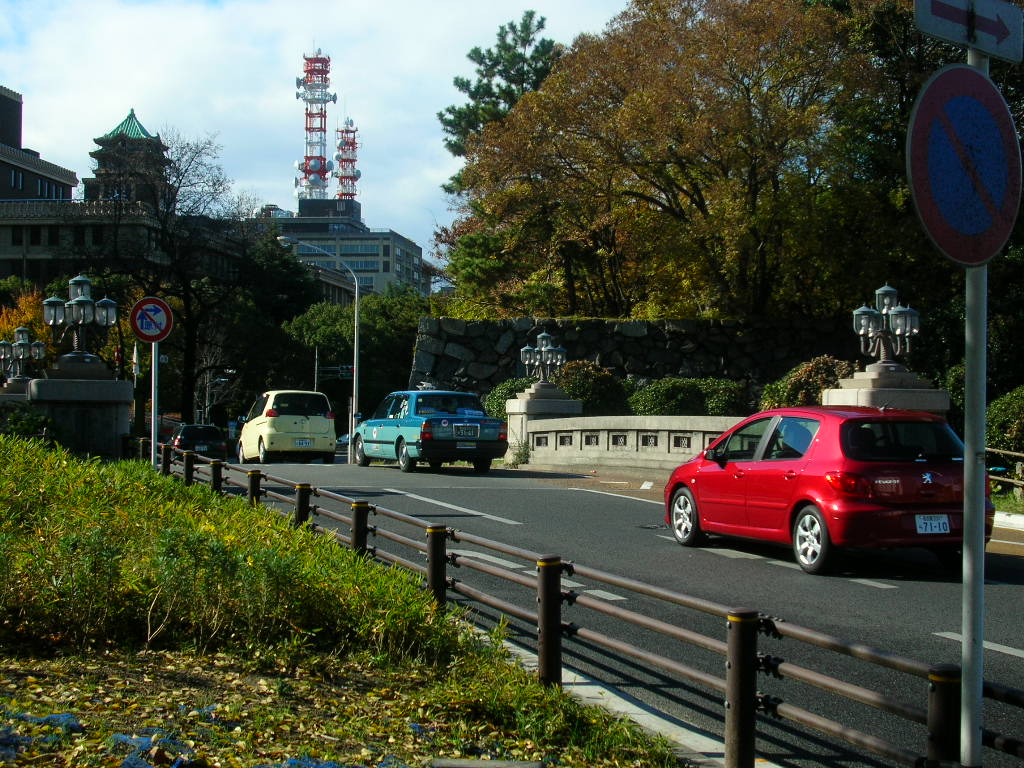
中区との境の清水橋。ここを越えると官公庁街。

### 白壁二丁目

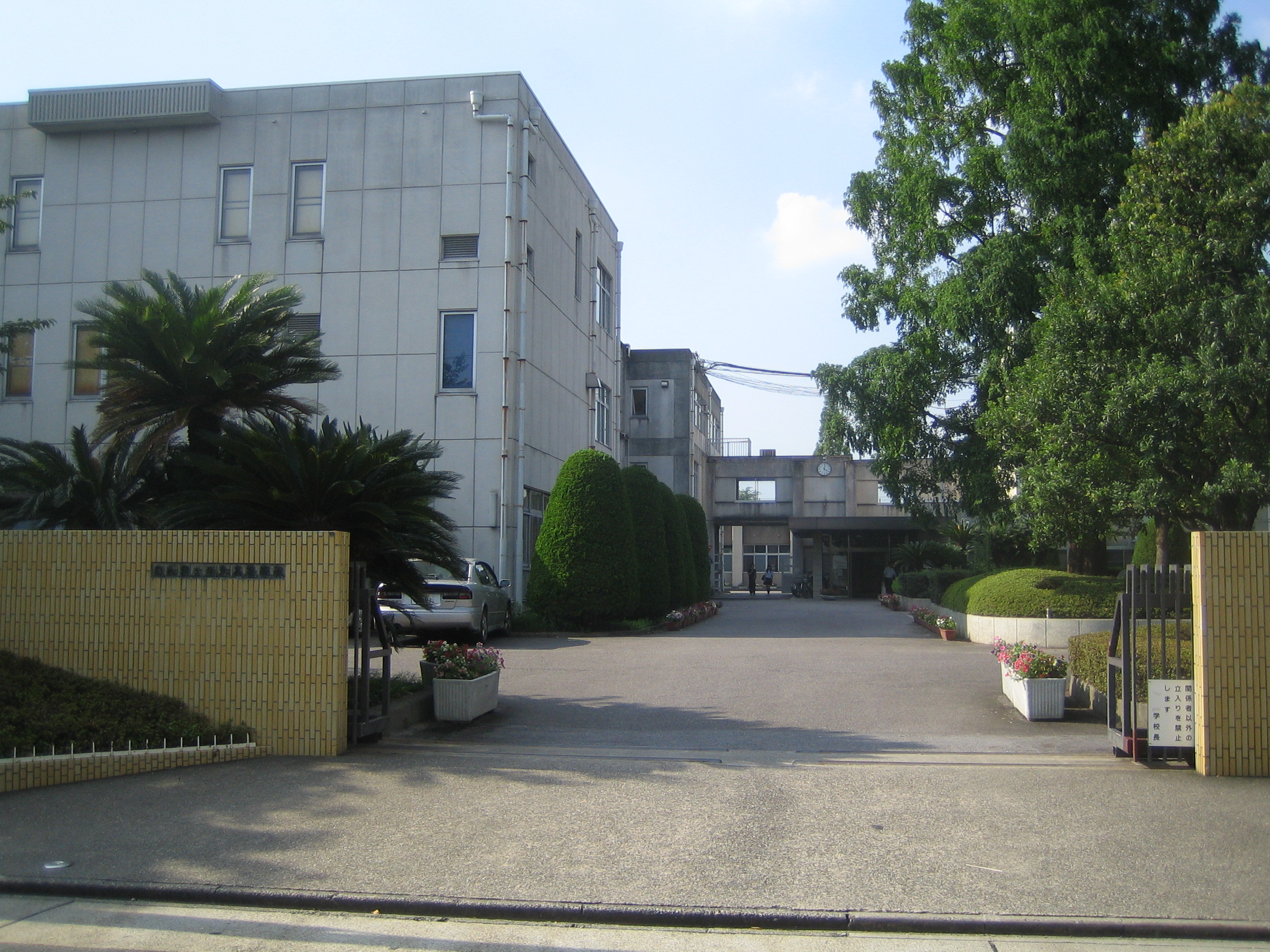
愛知県立明和高等学校

成瀬隼人正中屋敷跡にあたる。
- 七尾天神社
- 西二葉公園

1978年（昭和53年）6月25日供用開始。
- 清滝寺・清滝保育園

- 愛知県立明和高等学校

### 白壁三丁目
- 金城学院中学校
- 善福院

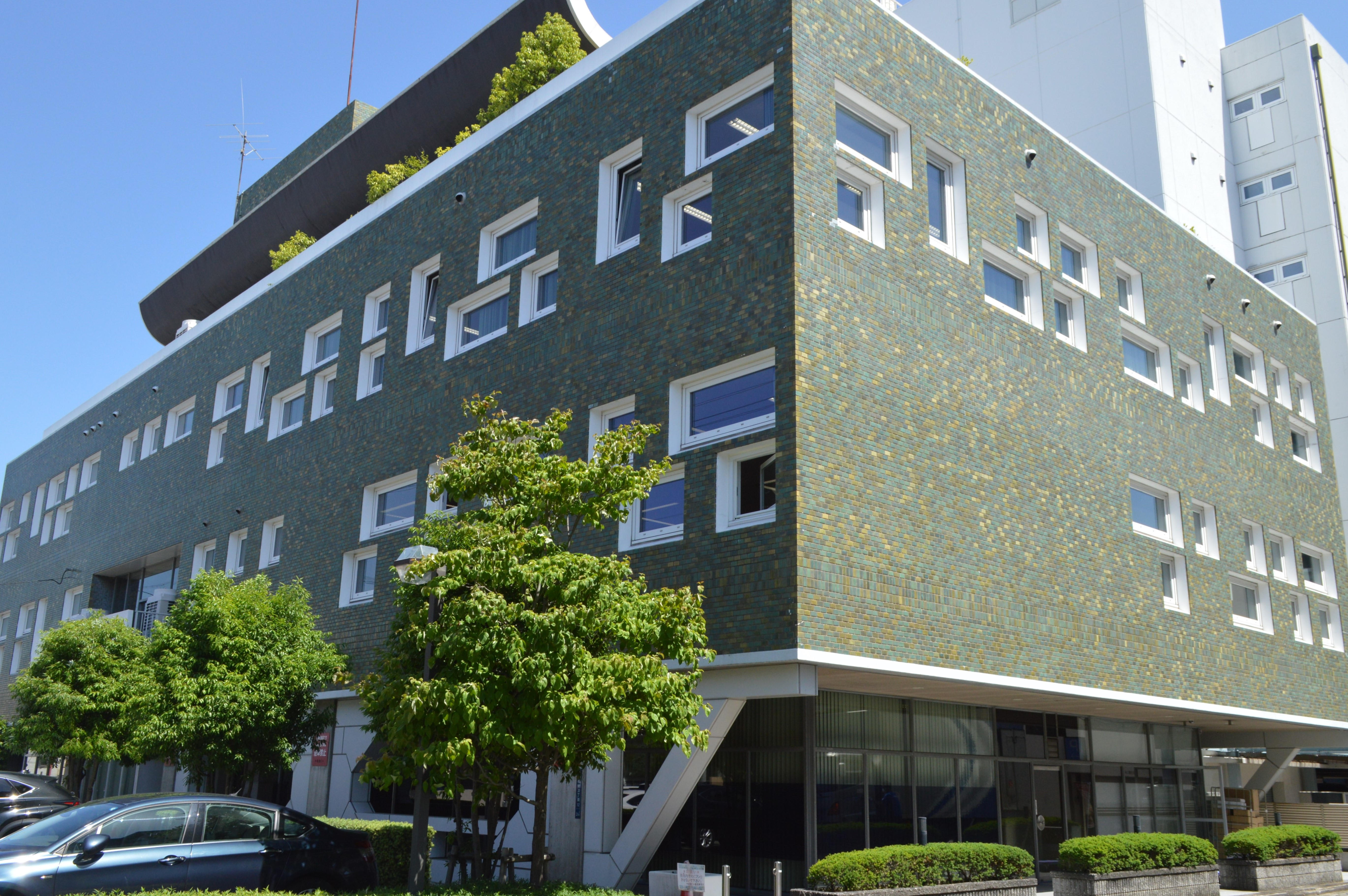
中産連ビル本館
  - リーム中産連
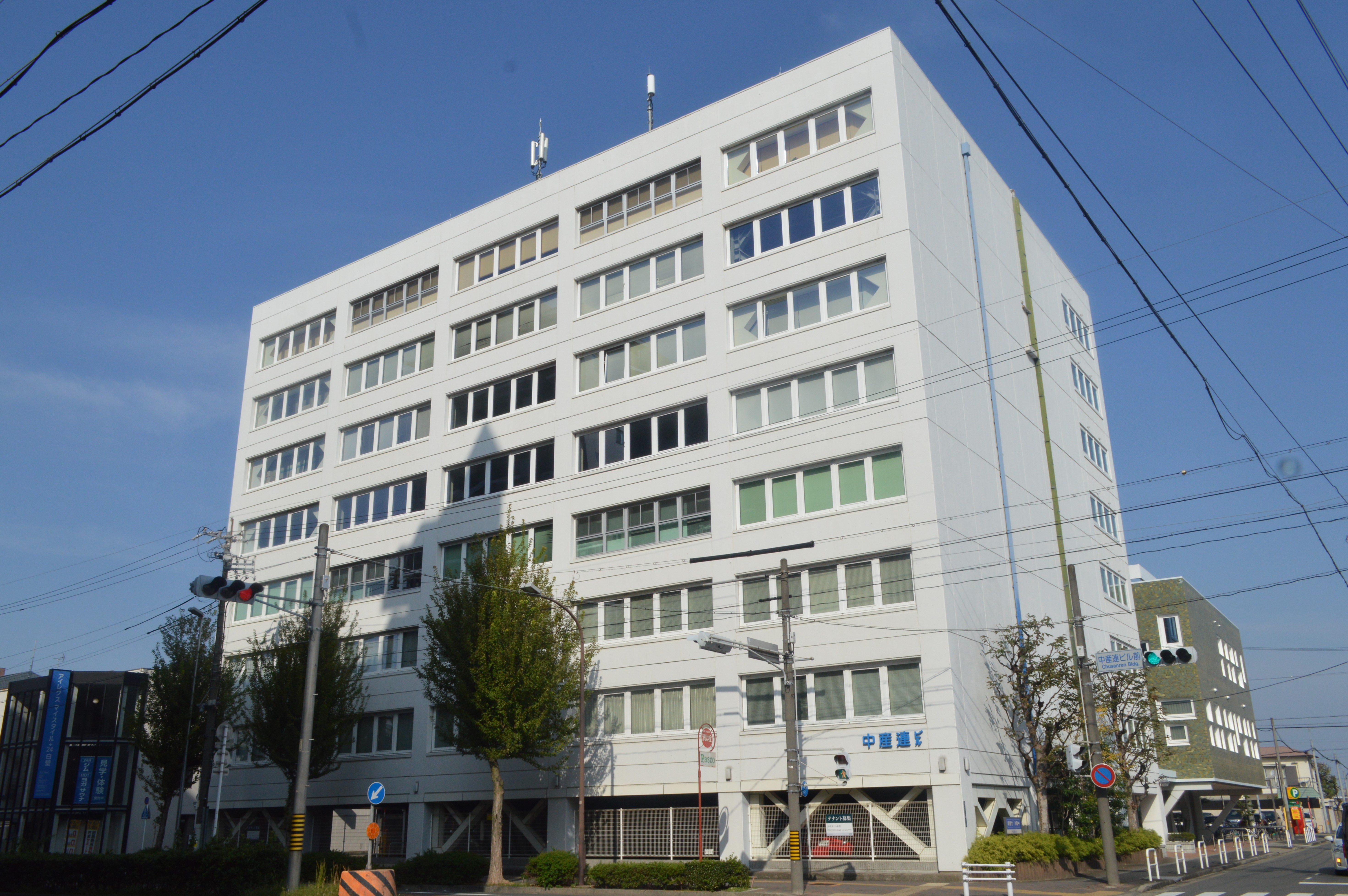
中産連ビル新館
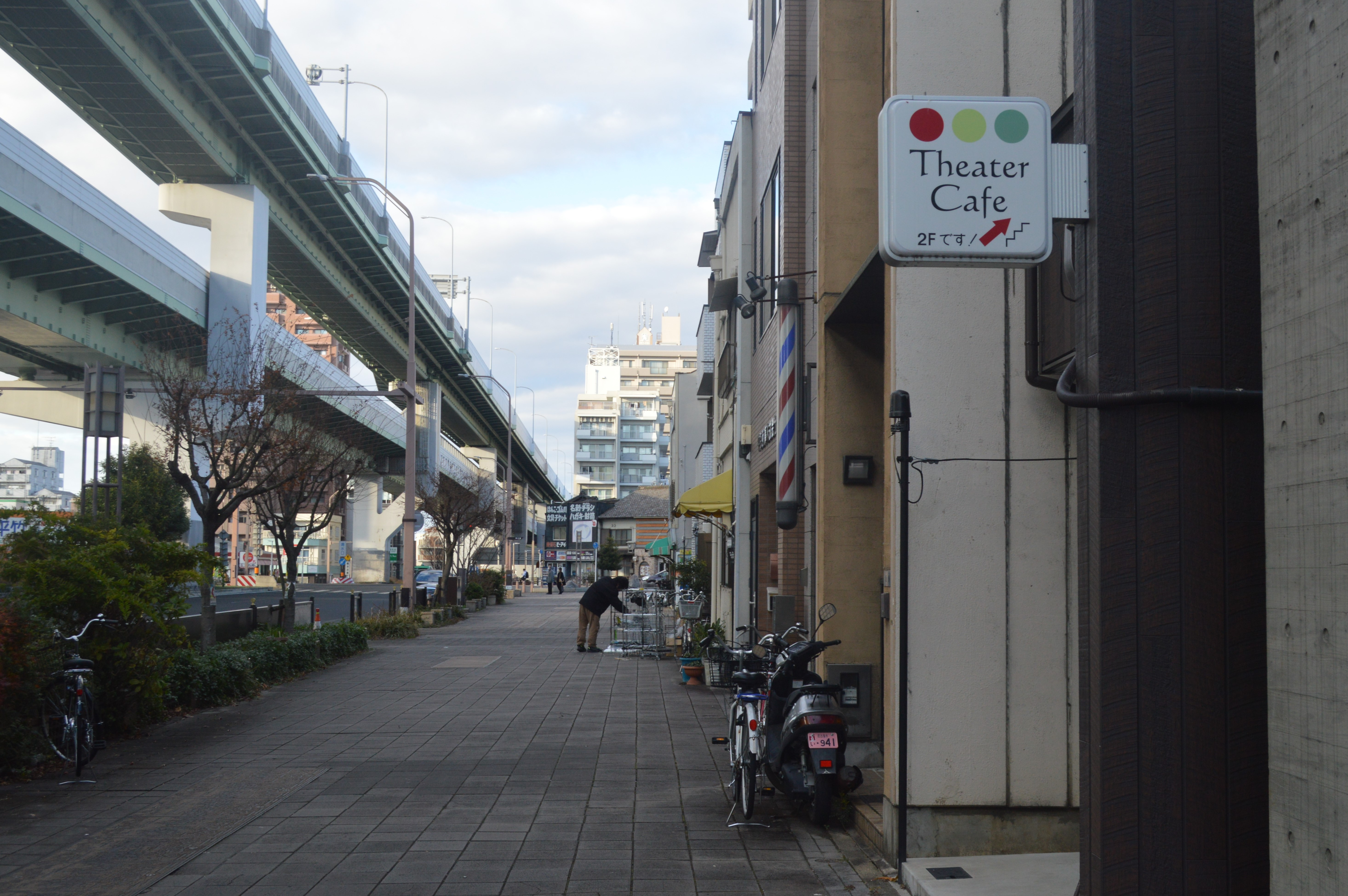
シアターカフェ
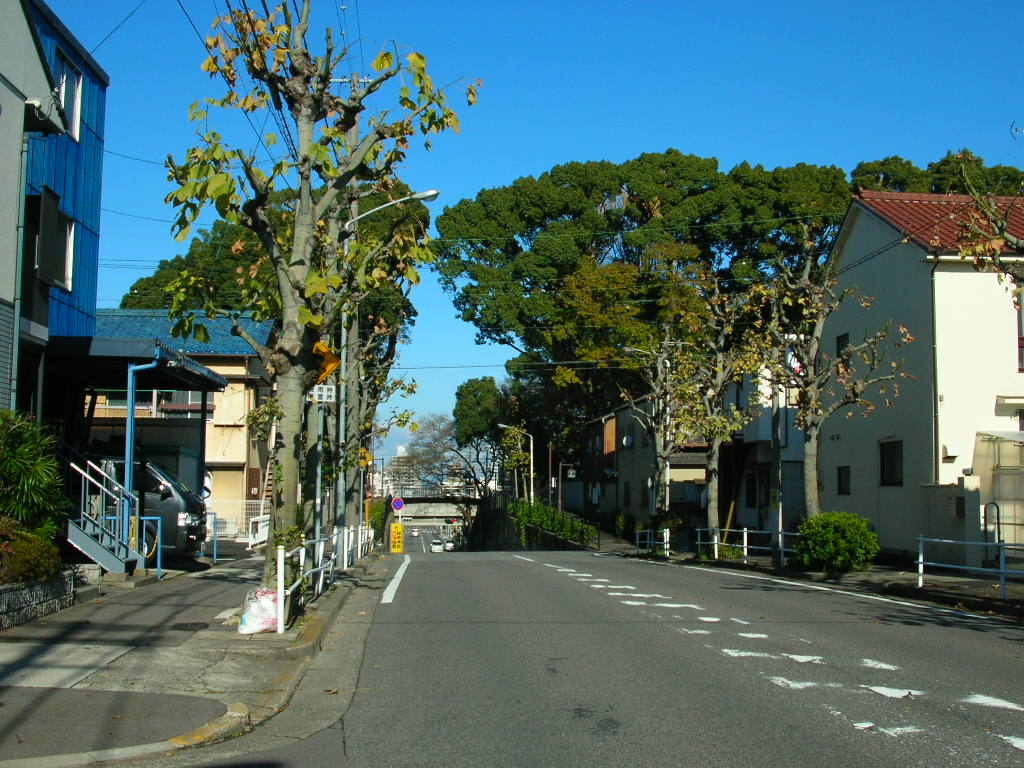
北区との境の坂（三丁目）。ここを下ると北区清水・大杉地区。

- 長久寺公園

1980年（昭和55年）4月1日供用開始。
- 東二葉公園

2018年（平成30年）3月26日供用開始。
- シアターカフェ

映画上映を行うカフェ。かつては大須に所在したが、建物の老朽化により、2020年（令和2年）8月1日、白壁四丁目の古民家を改装し移転。
- 中産連ビル本館
- 中産連ビル新館
- シアターカフェ
- 北区との境の坂（三丁目）。ここを下ると北区清水・大杉地区。

### 白壁四丁目
- 金城学院高等学校

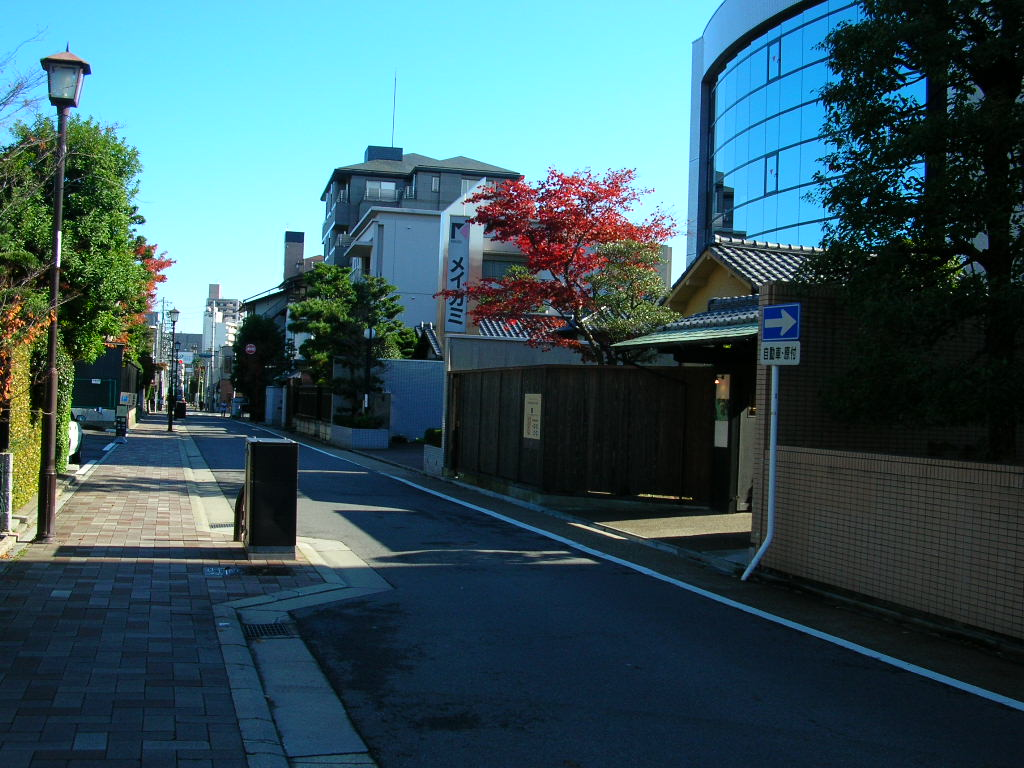
四丁目の町並み。
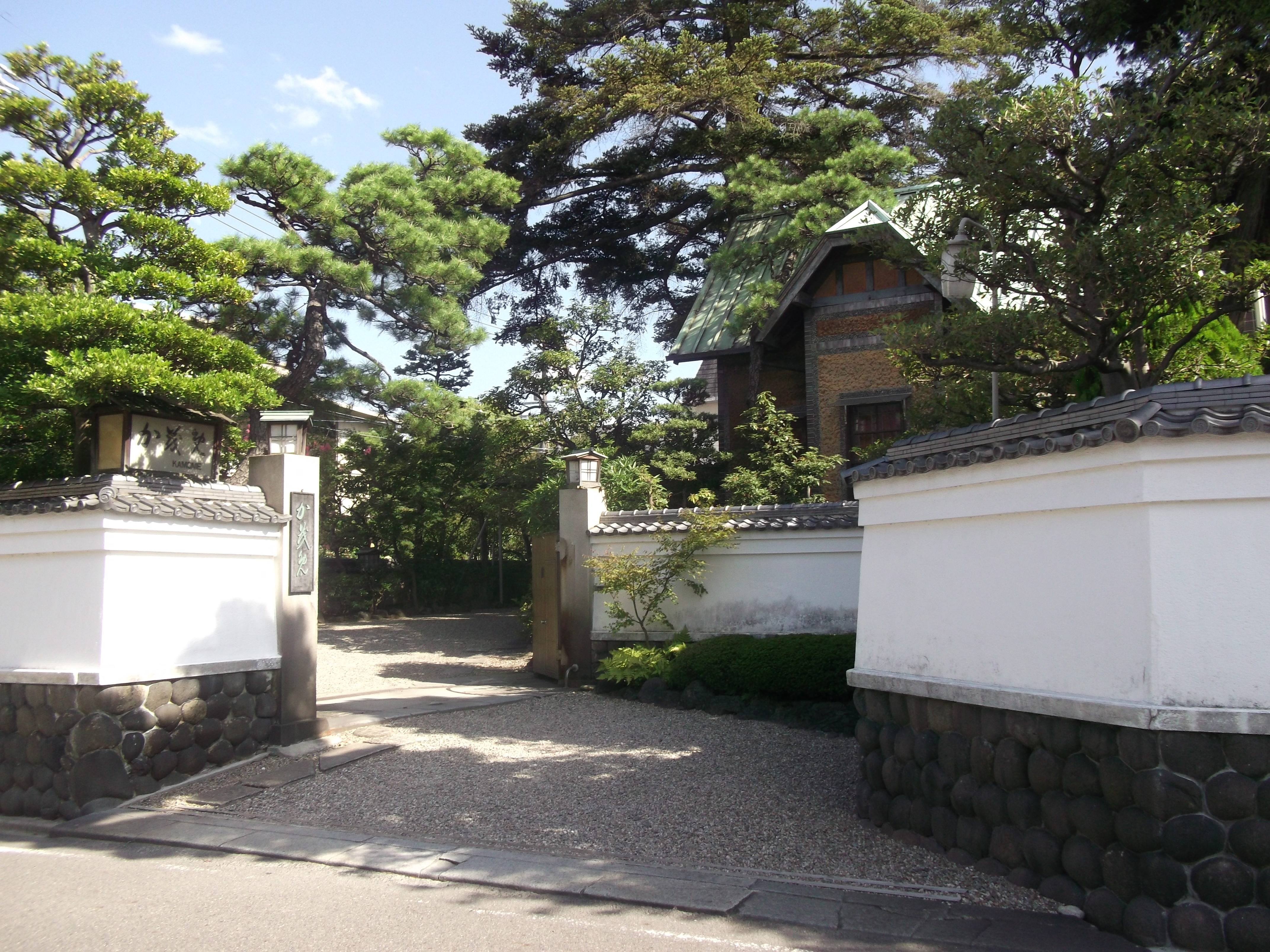
老舗料亭・か茂免（旧中井家・名古屋別邸）
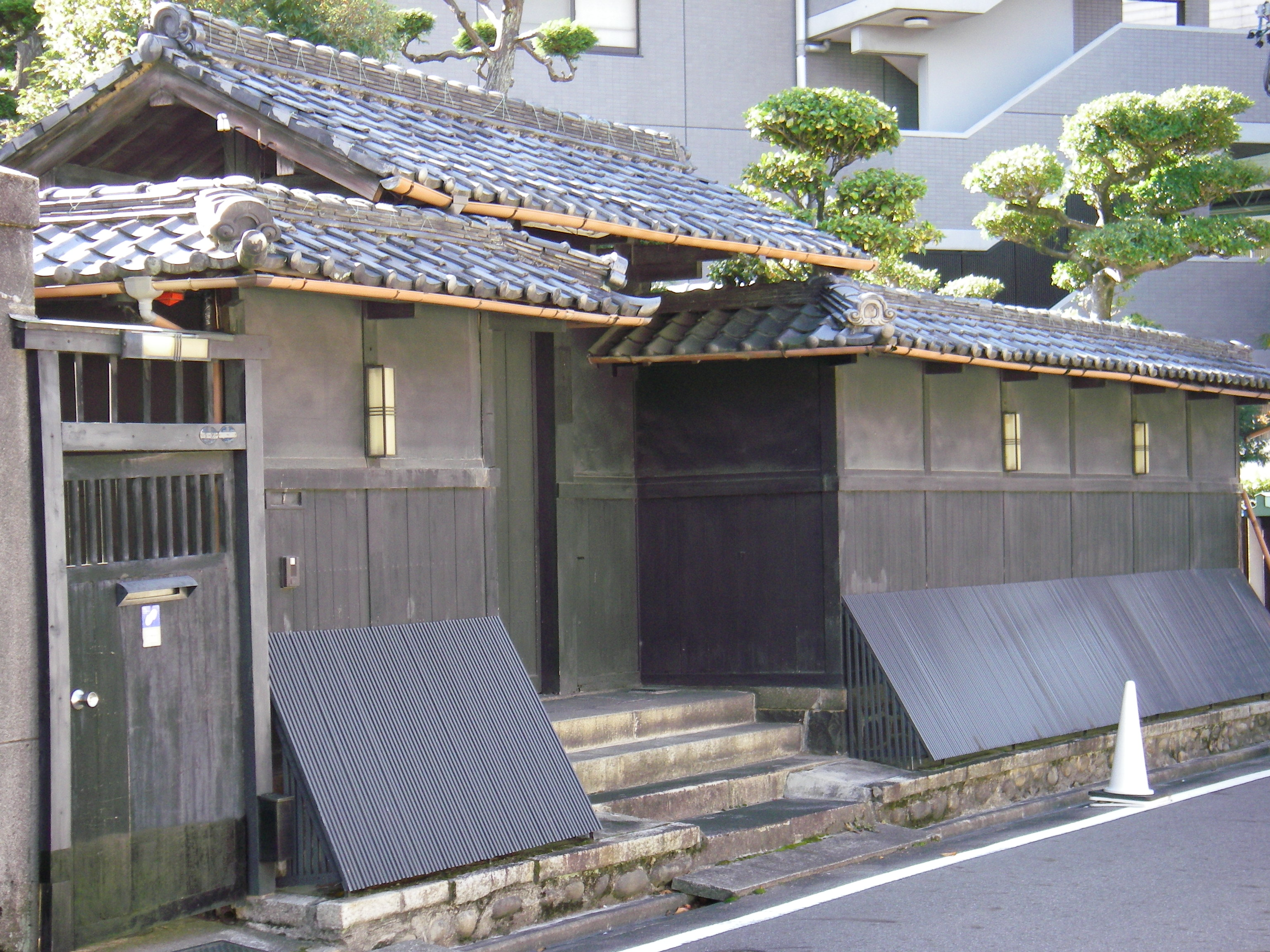
旧料亭・樟（四丁目）。

### 白壁五丁目
- 名古屋市立東白壁小学校

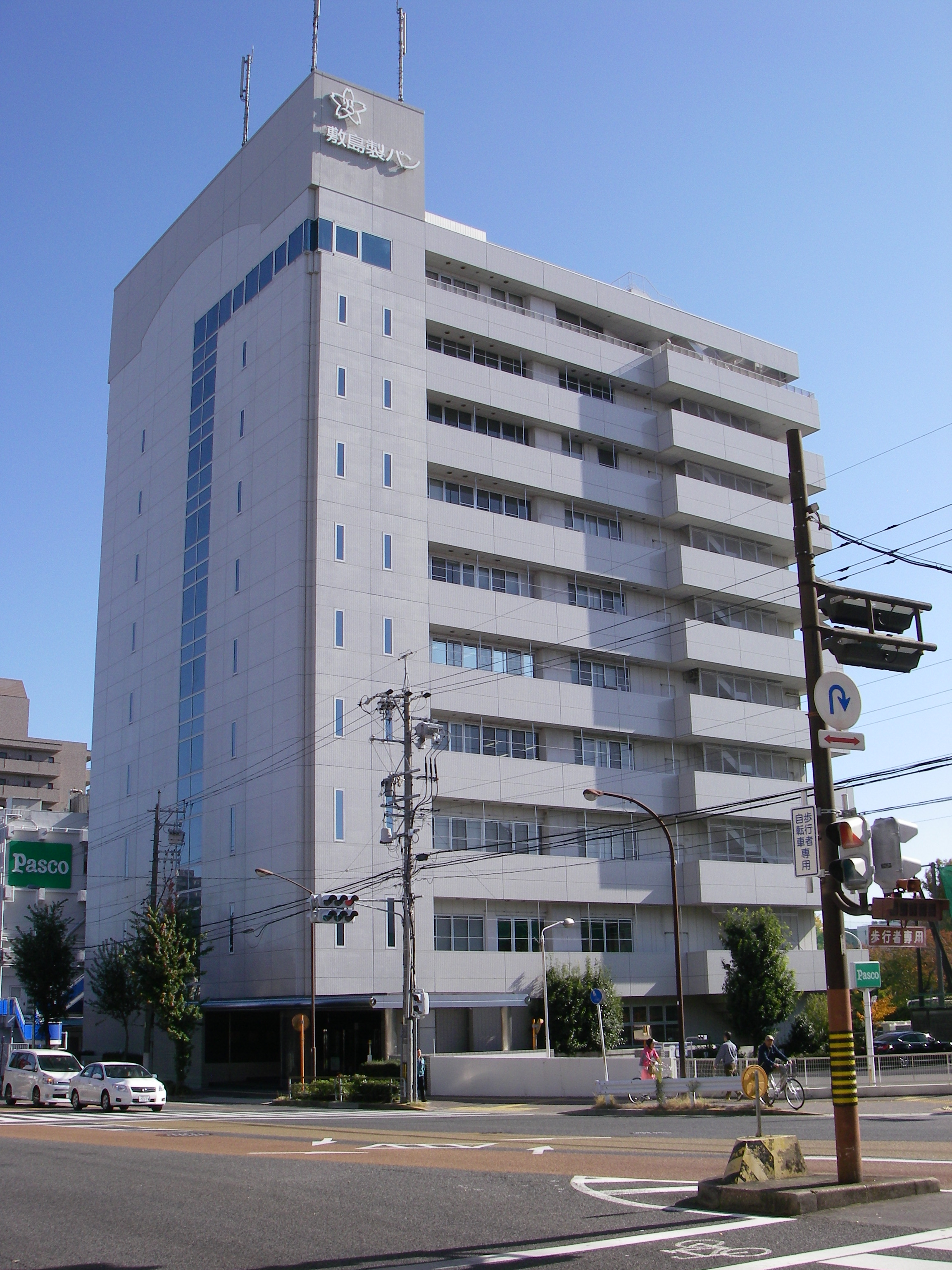
敷島製パン本社・名古屋工場
- 名古屋東郵便局
- ヤマナカ白壁フランテ
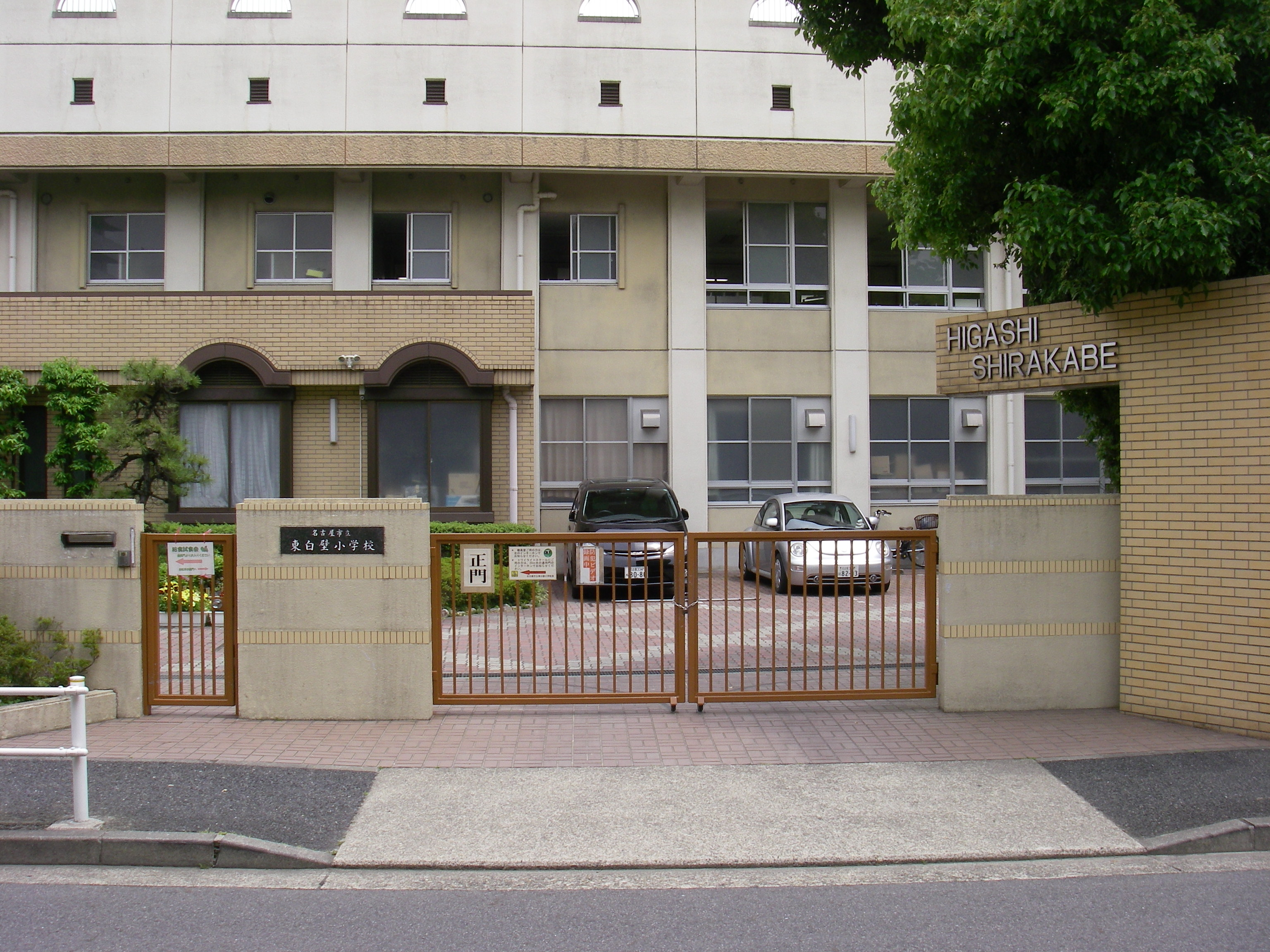
東白壁公園

1980年（昭和55年）4月1日供用開始。
- 敷島製パン本社
- 東白壁小学校

### 文化のみち関連
- 名古屋市市政資料館（一丁目）
- 長久寺（三丁目）
- 文化のみち百花百草（四丁目）

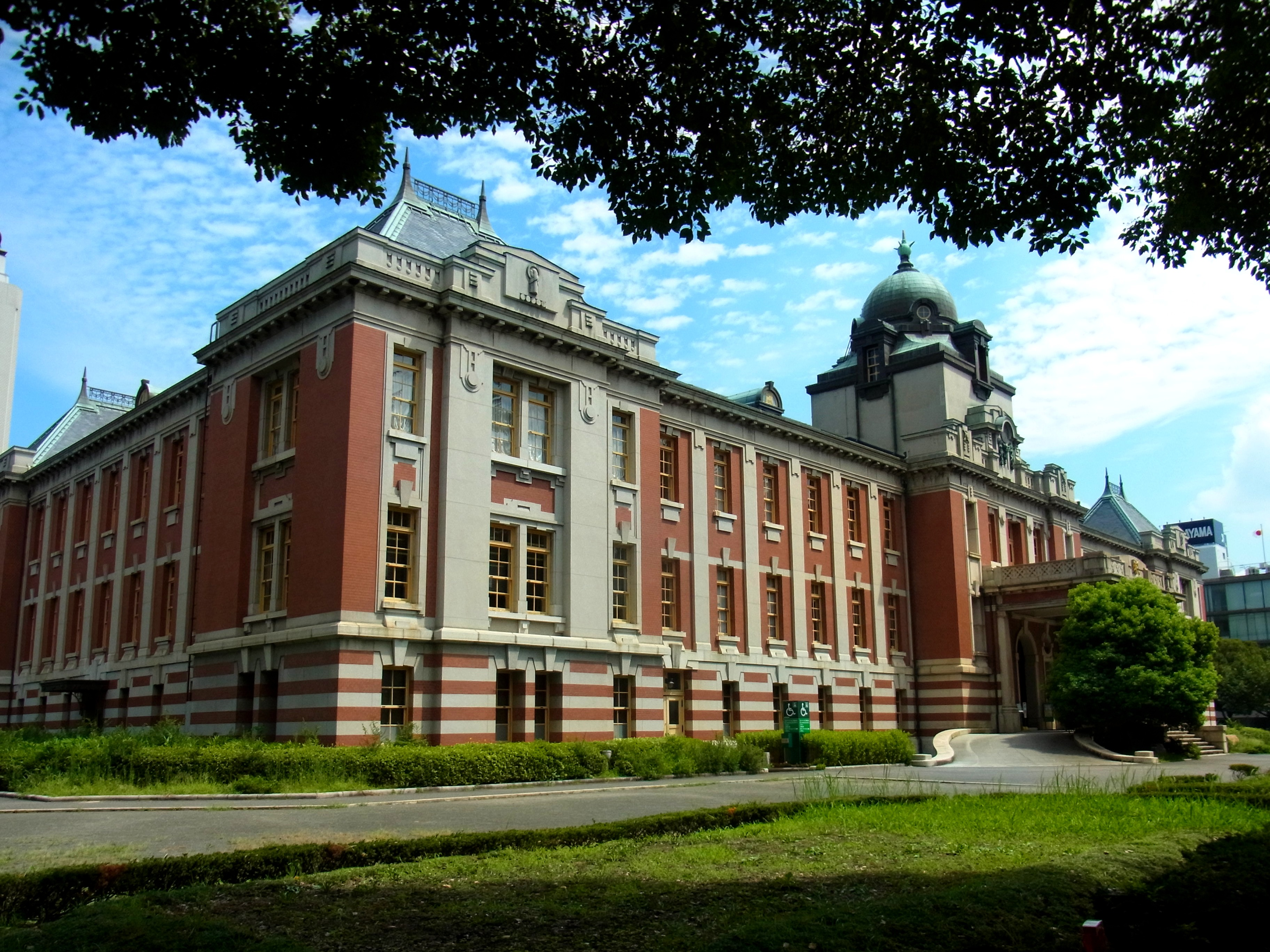
名古屋市市政資料館
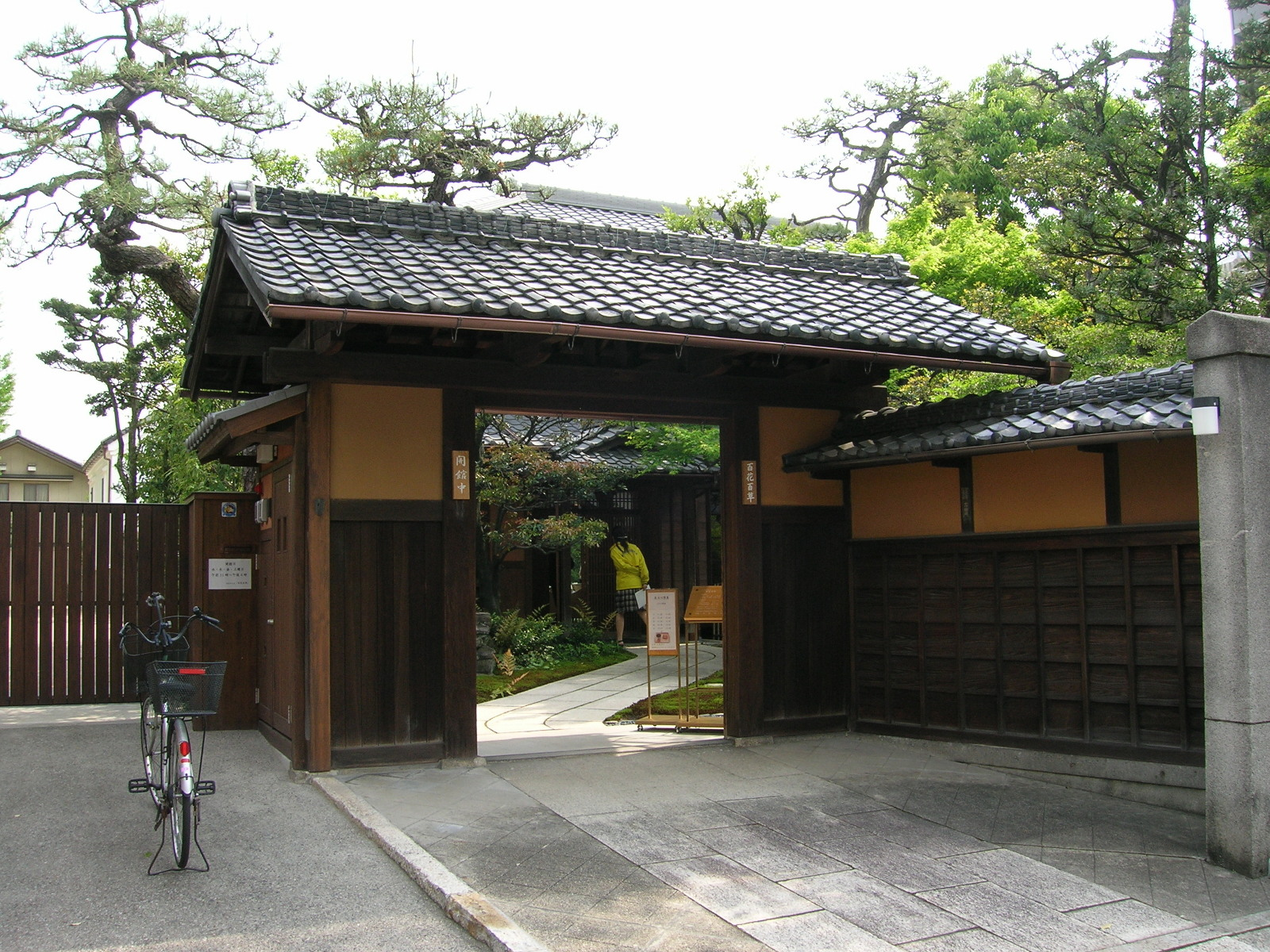
文化のみち百花百草

## 関係者
主な出身者
- 豊田喜一郎（トヨタ自動車創立者、同社第2代社長）
- 豊田章一郎（トヨタ自動車名誉会長）
- 豊田達郎（トヨタ自動車社長）
- 岡谷惣助 (10代目)（岡谷鋼機社長）
- 加藤紘一（自民党幹事長、内閣官房長官）

## その他
- 石原裕次郎の楽曲『白い街』の2番に白壁町[注釈 7]が登場する。
- 白壁界隈の高級住宅地に住むマダムのことを「シラカベーゼ」と呼ぶことがある。これは名古屋の女性雑誌「メナージュケリー」の2001年創刊時にライターが生んだ単語である[WEB 14]。また、名古屋を拠点に活動する女性ラッパーANTY the 紅乃壱のミニアルバムに同名の楽曲が収録されている。

### 日本郵便
- 郵便番号 : 461-0011[WEB 3]（集配局：名古屋東郵便局[WEB 15]）。